# Shkelqim Krasniqi
Shkelqim Krasniqi, född 18 februari 1996, är en svensk fotbollsspelare som spelar för Sandareds IF. Han är yngre bror till målvakten Mergim Krasniqi.

## Karriär
Krasniqi föddes i Borås av kosovanska föräldrar. Hans moderklubb är Norrby IF, där han började spela som sjuåring. Som 12-åring gick han till IF Elfsborg. 2013 gick han till Gais, där Benjamin Eriksson spelade, en tidigare lagkamrat i Elfsborg.
Inför säsongen 2014 skrev Krasniqi på ett lärlingskontrakt med Gais. Den 18 juni 2014 gjorde han sina två första mål i Superettan, då Gais besegrade Hammarby IF med 3–1. I augusti 2015 lånades Krasniqi ut till Qviding FIF för resten av säsongen.
I augusti 2016 värvades Krasniqi av Norrby IF. I december 2016 förlängde han sitt kontrakt med två år. I augusti 2018 lånades Krasniqi ut till division 1-klubben Husqvarna FF.
I februari 2019 värvades Krasniqi av grekiska Sparta som tillhör Football League, där han skrev på ett kontrakt säsongen ut. Redan i april 2019 återvände han till Sverige för spel i Husqvarna FF. I juni 2020 gick Krasniqi till Vårgårda IK. Inför säsongen 2021 gick Krasniqi till division 4-klubben Sandareds IF.